# 別府アルゲリッチ音楽祭
別府アルゲリッチ音楽祭（べっぷアルゲリッチおんがくさい）は、大分県別府市で開催される音楽祭。ピアニストのマルタ・アルゲリッチが総監督を務めている。開催期間は毎年4～5月。

## 沿革
1994年1月に友人の伊藤京子とともに企画した「マルタ・アルゲリッチ・チェンバーミュージック・フェスティバル」出演のために初めて大分県を訪れたアルゲリッチは、会場の大分市のほかに別府市を訪れた。
これが縁となり、アルゲリッチは同年10月に、別府市に完成したビーコンプラザ・フィルハーモニアホール名誉音楽監督に就任（なお、伊藤京子も当時同ホールを運営していた財団法人別府コンベンションビューローの音楽顧問に就任）。1995年には、「別府アルゲリッチ・コンサート’95」が開催され、アルゲリッチの10年ぶりとなるソロ・リサイタルも行われ、1996年には別府アルゲリッチ音楽祭実行委員会の設立に際してアルゲリッチが別府アルゲリッチ音楽祭総監督に就任した。以後、小澤征爾、ギドン・クレーメルといった著名な音楽家を招いた演奏会を音楽祭のプレコンサートとして毎年開催。
1998年11月に、第1回別府アルゲリッチ音楽祭が開催された。以後、毎年、別府アルゲリッチ音楽祭が開催されており、アルゲリッチの監督・参加の下、別府ビーコンプラザや大分市のichiko総合文化センターを主会場として、オーケストラや室内楽のコンサート等が行われている。2008年5月には、第10回記念の別府アルゲリッチ音楽祭が開催され、ソウルや東京においても演奏会が行われ、この東京公演には皇后が訪れた。
なお、2007年3月より財団法人アルゲリッチ芸術振興財団（総裁：マルタ・アルゲリッチ、理事長：大分県知事）がこの音楽祭の企画・運営を行っている。